# Sant Cugat de Gavadons

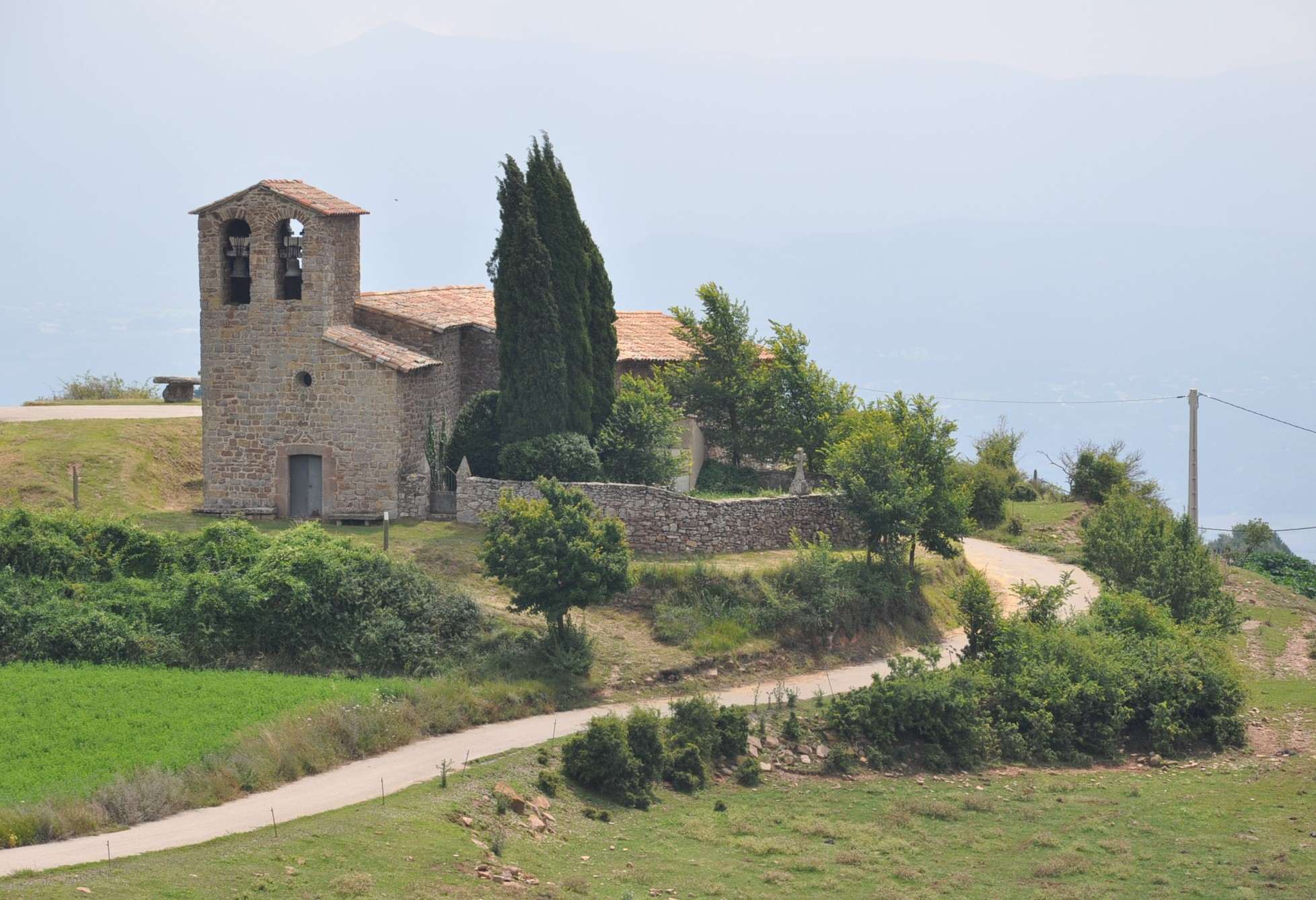
Sant Cugat de Gavadons

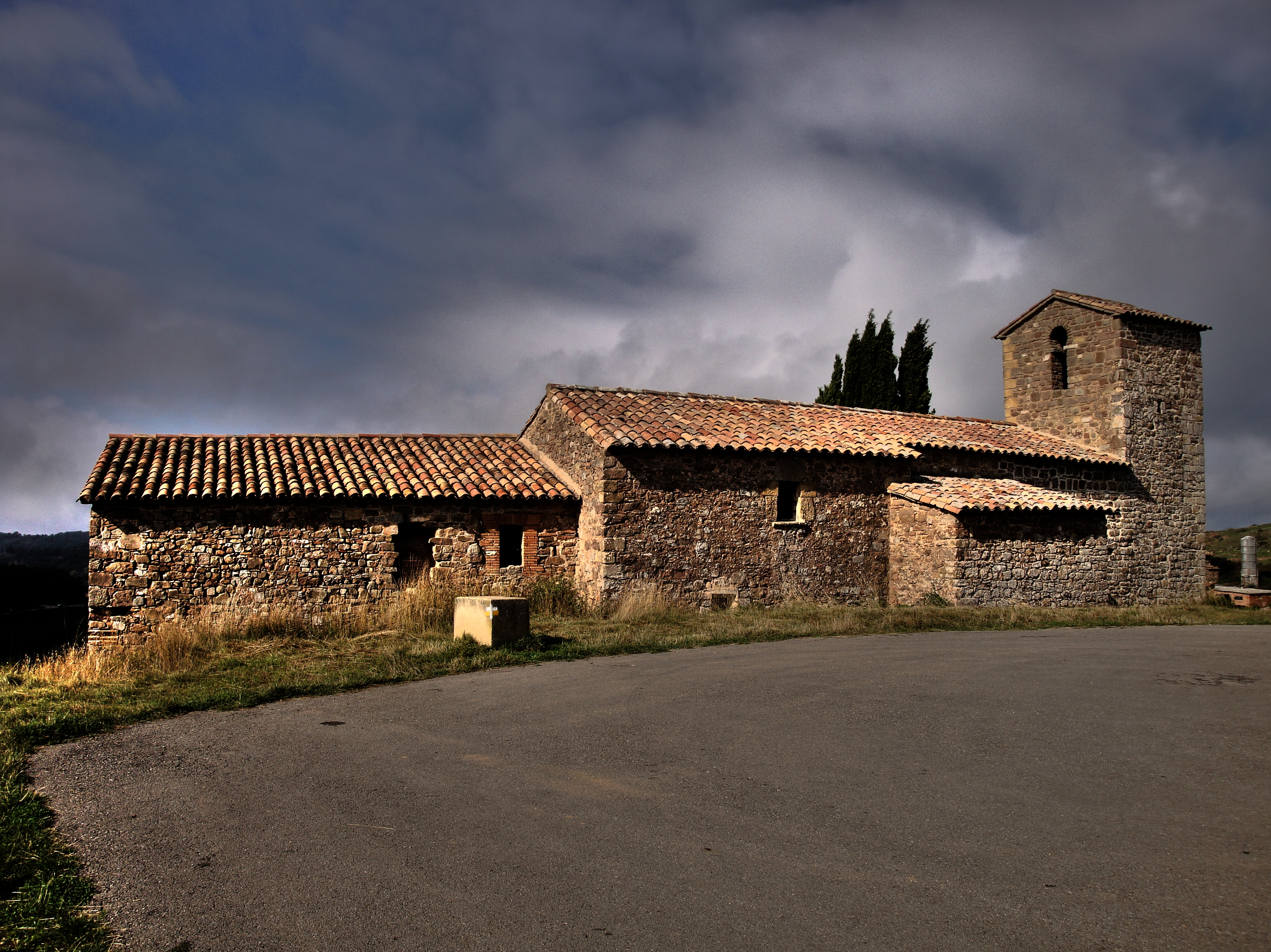
Kirche (rechts) und Priesterwohnung (links)

Die kleine romanische Kirche Sant Cugat de Gavadons befindet sich auf dem Gebiet der katalanischen Gemeinde (municipi) Collsuspina in der Provinz Barcelona und ist dem in Katalonien populären hl. Cucuphas geweiht.

## Lage
Die Kirche befindet sich in ca. 1040 m Höhe ü. d. M. beim Aussichtspunkt Turó de Bellver etwa 2,5 km (Fahrtstrecke) nördlich von Collsuspina.

## Geschichte
Der Flurname Gavadons wird erstmals in einer Urkunde des Jahres 948 erwähnt; 20 Jahre später findet sich die Erwähnung einer dem hl. Cucuphas (Sant Cugat) geweihten Kirche im Gebirge (serra), bei der es sich um einen Vorgängerbau der heutigen Kirche gehandelt haben könnte. Über den oder die Gründer der Kirche im 12. Jahrhundert ist nichts bekannt. Der Bau dürfte von Beginn an als Pfarrkirche der in der näheren Umgebung befindlichen Einzelgehöfte gedient haben; eine Ortschaft gab es jedoch nicht. Beim späteren Anbau einer Priesterwohnung wurde die Apsis der Kirche zerstört. Im 18. Jahrhundert wurde der ursprüngliche Eingang auf der Südseite zugemauert und ein neuer in der – ansonsten schmucklosen – Westfassade geschaffen.

## Architektur
Der nahezu fensterlose Bau ist aus Bruchsteinen errichtet, die in der Umgebung in ausreichender Zahl vorhanden waren; lediglich die Ecksteine sind nahezu exakt behauen. Die Außenwände sind nicht durch Strebepfeiler stabilisiert. Über dem linken Teil der Westfassade erhebt sich ein kleiner – jedoch erst im 19. Jahrhundert errichteter – Glockengiebel (espadanya) mit einer dahinterliegenden Glockenstube, deren rückwärtige Fensteröffnung einen Hufeisenbogen zeigt.